# George Sherman
George Sherman (Nova Iorque, Nova Iorque, 14 de Julho de 1908 – Los Angeles, California, 15 de Março de 1991) foi um prolífico cineasta estadunidense, especializado em faroestes, a maioria entre médio e baixo orçamentos.

## Carreira
Sherman começou a carreira na Republic em 1935, como assistente do diretor Joseph Kane. Três anos depois passou a dirigir faroestes B para Gene Autry, Don "Red" Barry e The Three Mesquiteers, um Trio Western do qual John Wayne fez parte entre 1938 e 1939. Em 1945, deixou o estúdio porque não queria mais fazer filmes com Vera Ralston, a atriz casada com o dono do estúdio, Herbert J. Yates. Assinou com a Columbia ainda nesse ano e depois com a Universal em 1948, fazendo geralmente filmes de ação, marcados por cenas vívidas, sequências criativas e um perfeito domínio do Technicolor. No entanto, poucas vezes Sherman soube combinar essas qualidades para obter um resultado final satisfatório.
De sua produção, destacam-se Bandoleiros (Renegades, 1946), Noite de Tempestades (Relentless, 1948), Aves de Rapina (Larceny, idem), A Revolta dos Peles Vermelhas (The Battle at Apache Pass, 1952) e O Tesouro de Pancho Villa (The Treasure of Pancho Villa, 1955), seu melhor filme. Dignos de nota são ainda dois pequenos faroestes com Guy Madison, Represália (Reprisal!, 1956) e Desforra Fatal (The Hard Man, 1957), que mostram o lado mais negro do Velho Oeste, assunto que começava a ser abordado por Hollywood nessa época.
A maior parte da década de 1960 viu Sherman trabalhar na televisão, dirigindo episódios de séries como Rawhide, Cidade Nua, Daniel Boone e Route 66. Em 1971, John Wayne chamou-o para rodar Jake Grandão (Big Jake), seu último filme no cinema. Após um hiato de seis anos, encerrou a carreira em 1977, na TV.
Acima de tudo um profissional, Sherman declarou certa vez: "Faço filmes por uma série de razões. Uma delas é que se trata da única coisa que sei fazer. É a minha profissão, minha vida, minha carreira".

## Filmografia
Todos os títulos em português referem-se a exibições no Brasil.

### Republic Pictures
- 1937 O Grande Rodeio (Wild Horse Rodeo); série The Three Mesquiteers
- 1938 Os Justiceiros (The Purple Vigilantes); idem
- 1938 Espoliadores de Sonora (Outlaws of Sonora); idem
- 1938 Riders of the Black Hills; idem
- 1938 Traição no Deserto (Pals of the Saddle); idem
- 1938 Forcas e Facas (Santa Fe Stampede); idem
- 1938 Heróis do Sertão (Heroes of the Hills); idem
- 1938 Bandidos Encobertos (Overland Stage Raiders); idem
- 1938 Ronda de Sangue (Red River Range); idem
- 1938 Rhythm of the Saddle; série Gene Autry
- 1939 Os Três Mascarados (The Night Riders); série The Three Mesquiteers
- 1939 Os Três Cavaleiros do Texas (Three Texas Steers); idem
- 1939 Bandoleiro Inocente (Wyoming Outlaw); idem
- 1939 A Nova Fronteira (New Frontier); idem
- 1939 Os Terrores de Kansas (The Kansas Terrors); idem
- 1939 Cowboys do Texas (Cowboys from Texas); idem
- 1939 Mexicali Rose; série Gene Autry
- 1939 Colorado Sunset; idem
- 1939 Rovin' Tumbleweeds ou Washington Cowboy; idem
- 1939 South of the Border; idem
- 1940 Ghost Valley Raiders; série Don "Red" Barry
- 1940 One Man's Law; idem
- 1940 The Tulsa Kid; idem
- 1940 Texas Terrors; idem
- 1940 Frontier Vengeance; idem
- 1940 A Mina Misteriosa (Covered Wagon Days); série The Three Mesquiteers
- 1940 Cavaleiros das Montanhas Rochosas (Rocky Mountain Rangers); idem
- 1940 O Filho do Delegado ou O Bamba do Texas (Under Texas Skies); idem
- 1940 Defensores Indomáveis (The Trail Blazers); idem
- 1940 Cavalo Justiceiro ou O Potro Negro (Lone Star Raiders); idem
- 1941 Citadel of Crime
- 1941 Wyoming Wildcat; série Don "Red" Barry
- 1941 The Phantom Cowboy; idem
- 1941 Two-Gun Sheriff; idem
- 1941 A Missouri Outlaw; idem
- 1941 Desert Bandit; idem
- 1941 O Ciclone do Kansas (Kansas Cyclone); idem
- 1941 The Apache Kid; idem
- 1941 Death Valley Outlaw; idem
- 1942 Stagecoach Express; idem
- 1942 Jesse James Jr.; idem
- 1942 The Sombrero Kid; idem
- 1942 The Cyclone Kid; idem
- 1942 Arizona Terrors; idem
- 1942 X Marks the Spot
- 1943 London Blackout Murders
- 1943 O Mistério da Família Berwick (The Mantrap)
- 1943 O V Acusador (The Purple V)
- 1943 Um Grito no Escuro(A Scream in the Dark)
- 1943 The West Side Kid
- 1943 Mystery Broadcast
- 1943 False Faces
- 1944 A Dama e o Monstro (The Lady and the Monster)
- 1944 Tormenta Sobre Lisboa (Storm Over Lisbon)

### Pós-Republic Pictures
- 1945 Médico Destemido (Crime Doctor's Courage); série policial B "Crime Doctor"
- 1946 O Filho de Robin Hood (The Bandit of Sherwood Forest); codireção com Henry Levin
- 1946 Bandoleiros (Renegades)
- 1946 Talk About a Lady
- 1946 Compra-se um Marido (The Gentleman Misbehaves)
- 1946 A Página Denunciadora (Secret of the Whistler); série policial B "The Whistler"
- 1946 Um Garoto Muito Especial (Personality Kid)
- 1947 O Filho do Sol (Last of the Redmen)
- 1948 Aves de Rapina (Larceny)
- 1948 Feudin', Fussin' and a-Fightin'
- 1948 Noite de Tempestades (Relentless)
- 1948 O Bandido Apaixonado (Black Bart)
- 1948 Astúcia de uma Apaixonada (River Lady)
- 1949 Escrava do Ódio (Red Canyon)
- 1949 A Escandalosa (Calamity Jane and Sam Bass)
- 1949 Adagas no Deserto (Sword in the Desert)
- 1949 A Vida de Solteiro É Boa (Yes, Sir, That's My Baby)
- 1950 Terra Selvagem (Comanche Territory)
- 1950 O Colar da Pantera (Spy Hunt)
- 1950 Quando a Noite Desce (The Sleeping City)
- 1950 Coração Selvagem (Tomahawk)
- 1951 Mártires da Traição (Target Unknown)
- 1951 A Princesa e os Bárbaros (The Golden Horde)
- 1951 Fúria de Paixões (The Raging Tide)
- 1952 A Revolta dos Peles Vermelhas (The Battle at Apache Pass)
- 1952 Os Dois Heróis na Ofensiva (Back at the Front)
- 1952 Contra Todas as Bandeiras (Against All Flags)
- 1952 Forja de Paixões (Steel Town)
- 1953 O Príncipe de Bagdad (The Veils of Bagdad)
- 1953 Na Sombra do Disfarce (Lone Hand)
- 1953 A Grande Audácia (War Arrow)
- 1954 A Taberna dos Proscritos (Border River)
- 1954 Dinastia do Terror (Dawn at Socorro)
- 1954 A Um Passo da Derrota (Johnny Dark)
- 1955 O Grande Guerreiro (Chief Crazy Horse)
- 1955 O Tesouro de Pacho Villa (The Treasure of Pancho Villa)
- 1955 O Vale da Redenção (Count Three and Pray)
- 1956 Represália (Reprisal!)
- 1956 Comanche (Comanche)
- 1957 Desforra Fatal (The Hard Man)
- 1958 Cavalgada Para o Inferno (The Last of the Fast Guns)
- 1958 Terror nos Trópicos (Ten Days to Tulara)
- 1958 O Arqueiro Misterioso (The Son of Robin Hood)
- 1959 Ases do Trapézio (The Flying Fontaines)
- 1960 O General Inimigo (The Enemy General)
- 1960 Com o Dedo no Gatilho (Hell Bent for Leather)
- 1960 O Mago de Bagdad (The Wizard of Baghdad)
- 1960 Meu Reino Encantado (For the Love of Mike)
- 1961 Vitória de Bravos (The Fiercest Heart)
- 1963 Suave É o Amor (Panic Button)
- 1964 Golpes da Fome (Mas Tomadas Da el Hambre)
- 1964 A Nova Cinderela (La Nueva Cenicienta)
- 1964 Busqueme a Esa Chica; codireção com Fernando Palacios
- 1965 Joaquim Murieta (Murieta)
- 1966 Smoky (Smoky)
- 1971 Jake Grandão (Big Jake)